# Agriades zullichi
La mariposa del Puerto del Lobo, Agriades zullichi, es una especie de mariposa de la familia Lycaenidae.

## Sinónimos
- Agriades glandon zullichi (Hemming, 1933)
- Plebejus zullichi Hemming, 1933
- Plebejus glandon zullichi Hemming, 1933
- Lycaena nevadensis Hübner, 1813

## Descripción
Mariposa con la base del dorso de las alas gris azulado, más extendido en los machos. Reverso de color pardo con puntos en las alas posteriores ocupando el centro de amplios espacios blancos. Con dimorfismo sexual. La punuación de la cara ventral de las alas y la mayor franja marginal del macho diferencian esta especie de Agriades glandon.

## Distribución
Especie endémica de Sierra Nevada, provincias de Granada y Almería. La superficie máxima estimada de las poblaciones, por los rodales de su planta nutricia, Androsace vitaliana subsp. nevadensis, es menor de 1 km².

## Hábitat
Se localiza en prados orófilos con escasa vegetación, la altitud media es superior a los 2.400 m. El hábitat está formado por comunidades de la Clase Festucetea indigestae, compuesta de prados de carácter climático donde las plantas tienen un porte humilde creciendo entre las rocas.
Las larvas de la especie no se asocian con hormigas, la pupación se produce a finales de mayo bajo piedras junto a la planta nutricia y la emersión de los imagos comienza a mediados de julio.